# Гнибинг-Вайсенбах
Гнибинг-Вайсенбах (нем. Gniebing-Weißenbach) — коммуна в Австрии, в федеральной земле Штирия. 
Входит в состав округа Фельдбах.  Население составляет 2206 человек (на 31 декабря 2005 года). Занимает площадь 15,36 км².

## Политическая ситуация
Бургомистр коммуны — Манфред Промитцер (АНП) по результатам выборов 2005 года.
Совет представителей коммуны (нем. Gemeinderat) состоит из 15 мест.
- АНП занимает 9 мест.
- СДПА занимает 4 места.
- АПС занимает 2 места.